# Montblanc (Hérault)
Montblanc is een gemeente in het Franse departement Hérault (regio Occitanie). De plaats maakt deel uit van het arrondissement Béziers. Montblanc telde op 1 januari 2022 2.896 inwoners.

## Geografie
De oppervlakte van Montblanc bedroeg op 1 januari 2022 26,94 vierkante kilometer; de bevolkingsdichtheid was toen 107,5 inwoners per km².

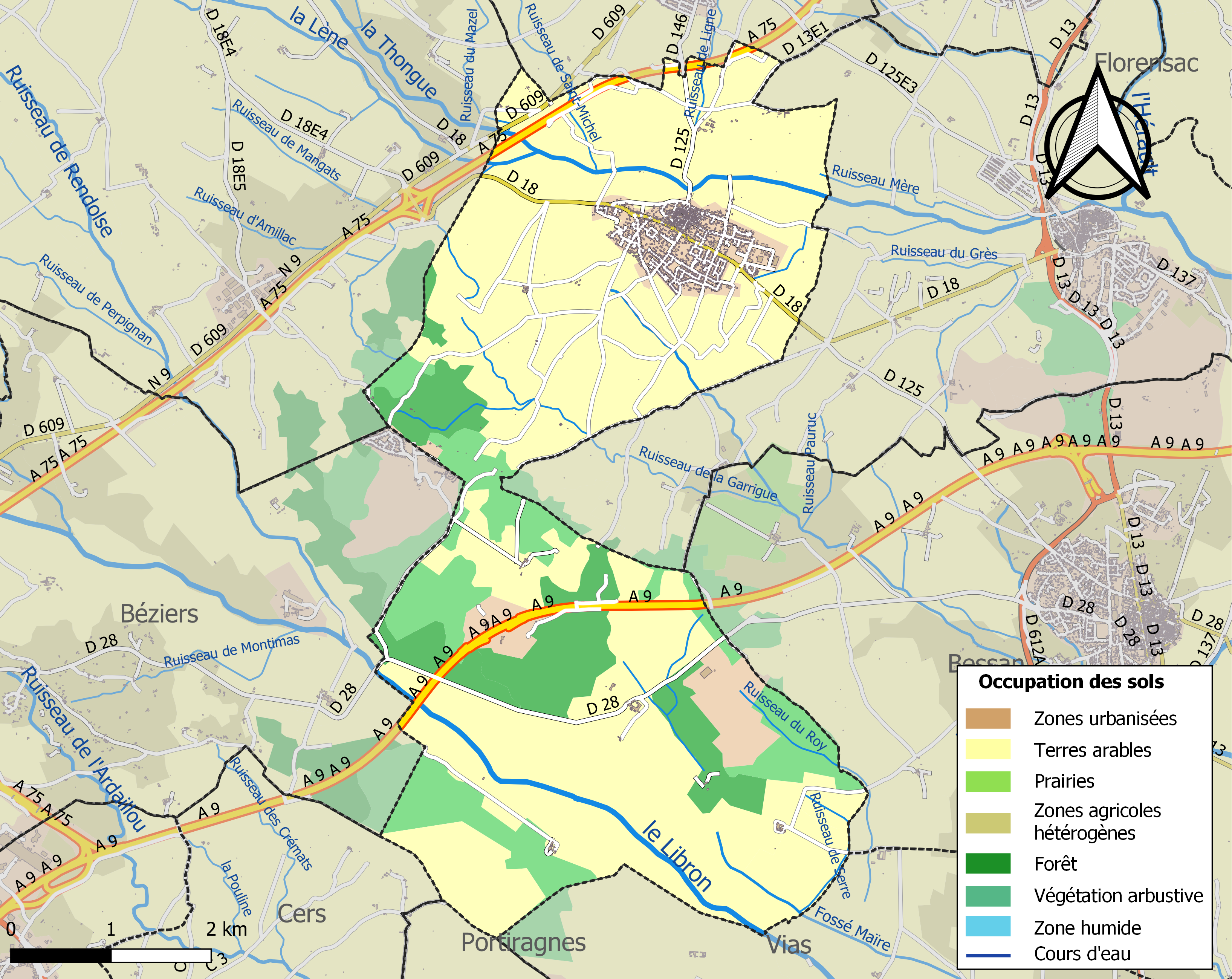
Kaart van de gemeente met belangrijkste infrastructuur, bodemgebruik en omliggende gemeenten

## Demografie
Onderstaande figuur toont het verloop van het inwonertal (bron: INSEE-tellingen).